# ヴェルバーニア
ヴェルバーニア（イタリア語: Verbania ( 音声ファイル)）は、イタリア共和国ピエモンテ州北部にある、人口約3万1000人の基礎自治体（コムーネ）。ヴェルバーノ・クジオ・オッソラ県の県都である。
マッジョーレ湖のほとりに位置する風光明媚な観光地であり、夏を中心に国内外から多くの観光客が訪れる。

## 地理

### 位置・広がり
イタリア第二の湖・マッジョーレ湖左岸（西岸）に位置する。ルガーノの西南西約32km、ロカルノの南西約32km、ノヴァーラの北約54km、ミラノの北西約71km、州都トリノの北東約118kmの距離にある。

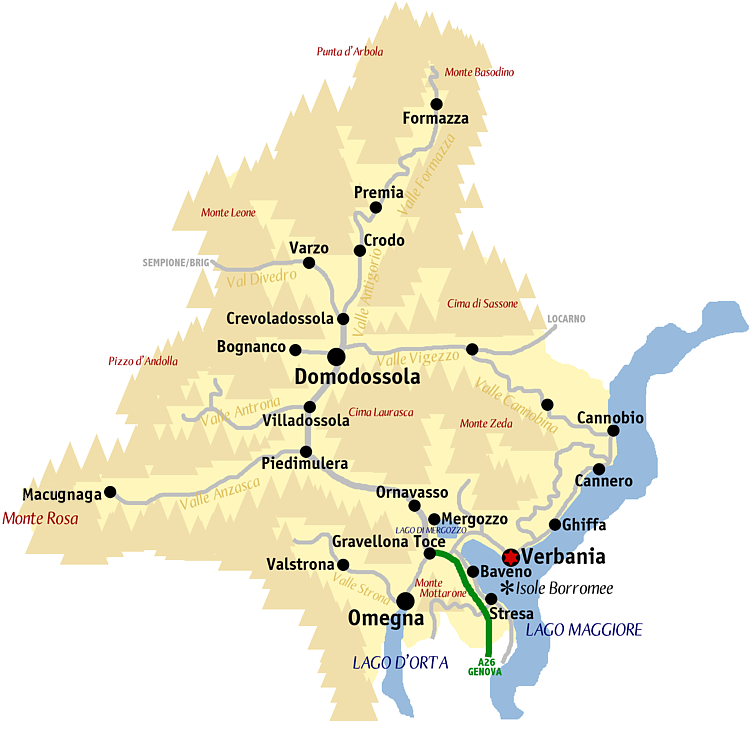
ヴェルバーノ・クジオ・オッソラ県概略図

#### 隣接コムーネ
隣接するコムーネ（湖水を挟んだものも含む）は以下の通り。VAはヴァレーゼ県所属。
- ミアッツィーナ - 北
- カンビアスカ - 北
- ヴィニョーネ - 北
- アリッツァーノ - 北東
- ギッファ - 北東
- ラヴェーノ＝モンベッロ (VA) - 南東
- ストレーザ - 南
- バヴェーノ - 南西
- グラヴェッローナ・トーチェ - 西
- メルゴッツォ - 北西
- サン・ベルナルディーノ・ヴェルバーノ - 北西
- コッソーニョ - 北西

## 行政

### 行政区画
ヴェルバーニアには以下の分離集落（フラツィオーネ）がある。
- Antoliva, Biganzolo, Cavandone, Fondotoce, Intra, Pallanza, Possaccio, Suna, Torchiedo, Trobaso, Unchio, Zoverallo

## 文化・観光
- マドンナ・ディ・カンパーニャ教会（16世紀） (it:Chiesa di Madonna di Campagna (Verbania))
- 聖レミージョ教会（13世紀） (it:Oratorio di San Remigio)
- 大庭園ヴィッラ・ターラント (it:Villa Taranto)

## 姉妹都市
- ブール＝ド＝ペアージュ（英語版） （フランス）
- ツリクヴェニツァ（英語版） （クロアチア）
- イーストグリンステッド （イギリス）
- ミンデルハイム（英語版） （ドイツ）
- サント・フェリウ・デ・フイソルス（英語版） （スペイン）
- シュヴァーツ（英語版） （オーストリア）